# Monaster św. Pantelejmona w Pietropawłowsku Kamczackim
Monaster św. Pantelejmona – prawosławny klasztor męski w Pietropawłowsku Kamczackim, w jurysdykcji eparchii pietropawłowskiej i kamczackiej Rosyjskiego Kościoła Prawosławnego. 
W 2000 w Pietropawłowsku Kamczackim, z błogosławieństwa biskupa pietropawłowsko-kamczackiego Ignacego powstała męska wspólnota żyjąca według reguły mniszej. Początkowo jej siedzibą był prywatny dom, przekazany jako dar dla Cerkwi. Dwaj posłusznicy wchodzący w skład wspólnoty złożyli śluby mnisze w 2004 na Athosie. Rok później monaster otrzymał budynek dawnej kaplicy świętych Wiery, Nadziei i Luby. Rozpoczęły się prace nad urządzeniem obiektów mieszkalnych oraz zaadaptowaniem kaplicy na cerkiew. W 2007 Święty Synod Rosyjskiego Kościoła Prawosławnego nadał wspólnocie status monasteru. W 2012 wspólnotę tworzył jeden schimnich, czworo hieromnichów oraz dwóch posłuszników. Klasztorowi podlega skit Wszystkich Świętych.
W 2012 w monasterze w niewyjaśniony sposób zaczęła wydzielać mirrę kopia Ikony Matki Bożej „Niewyczerpany Kielich”. Wizerunek stał się przedmiotem szczególnego kultu.